# Josef Rittsteuer

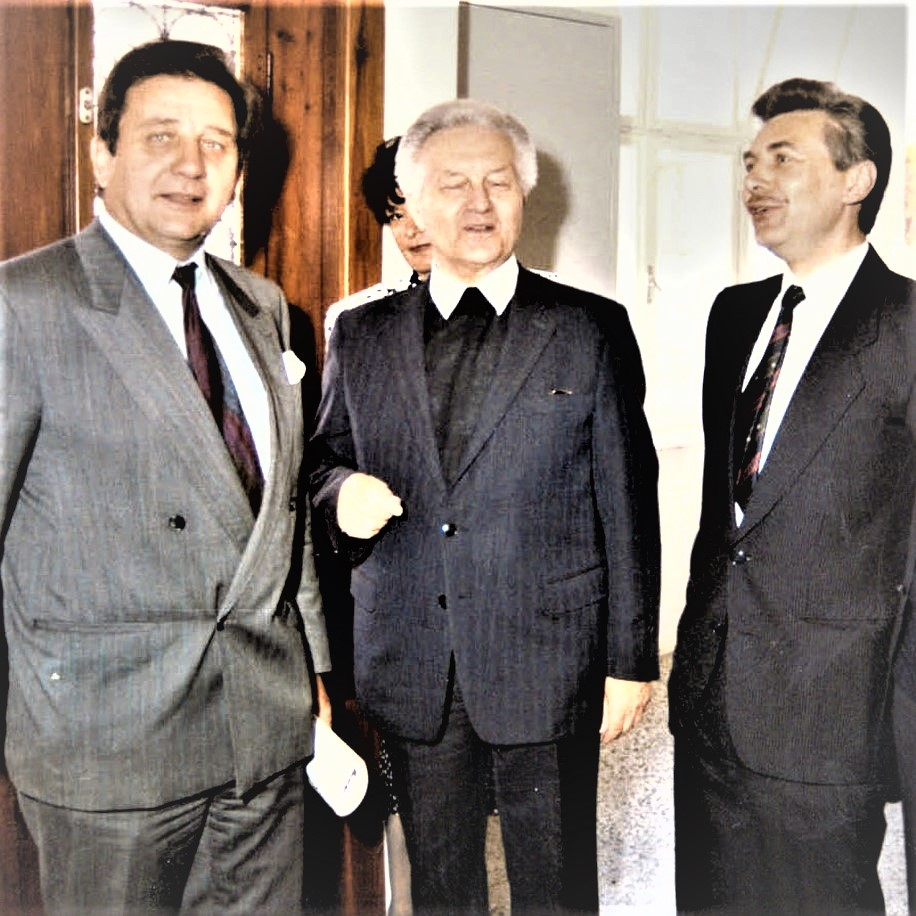
V.l. Landeshauptmann Burgenland Johann Sipötz, Prälat Josef Rittsteuer, Bürgermeister Bruckneudorf-Kaisersteinbruch Franz Schmitzhofer, 24. Juni 1990

Josef Rittsteuer (* 3. September 1914 in Neusiedl am See; † 12. Dezember 2015) war österreichischer Theologe, römisch-katholischer Priester und Pfarrer, der auch als Kirchenhistoriker tätig war.

## Leben und Wirken
Josef Rittsteuer wurde als drittes von sechs Kindern in einem Bauernhaus in Neusiedl am See geboren, besuchte nach der Volksschule das Knabenseminar Hollabrunn und maturierte mit Auszeichnung am dortigen Gymnasium im Jahr 1934.
Nachdem er im Jahr 1939 die Priesterweihe von Kardinal Innitzer erhalten hatte, war er zuerst Kaplan in Mattersburg und anschließend Pfarrvikar in Wolfau, wodurch ihm der Kriegsdienst an der Front erspart blieb. Von 1941 bis Ende 1945 war er Pfarrvikar in Eisenstadt-Schlossgrund und Oberberg. Ab 1946 war er als Pfarrer in der Pfarre Kleinfrauenhaid tätig, bevor er ab 1962 bis 1965 er als Stadtpfarrer im Eisenstädter Dom war. Er blieb nach seiner Emeritierung (1998) weiterhin in der Seelsorge tätig und las noch im Alter von 100 Jahren regelmäßig die hl. Messe in der Eisenstädter Franziskanerkirche.
An der Errichtung der Diözese Eisenstadt im Jahr 1960 war er maßgeblich beteiligt und hatte in der Folge zahlreiche Funktionen. Als erstes Mitglied des Domkapitels der Diözese wirkte er als Regens des burgenländischen Priesterseminars in Wien. Zusätzlich war er Chefredakteur der burgenländischen Kirchenzeitung und Leiter des St. Martins-Verlages.
Neben seinen Büchern verfasste er mehr als 200 Artikel zu kirchengeschichtlichen Themen. In den Kommissionen der Diözese für kirchliche Kunst, Kirchenmusik, Liturgie und Medien war er Vorsitzender. Auch im Diözesangericht war er Mitglied. Wegen seiner Geschichtsforschungen wurde er als der Kirchenhistoriker des  Burgenlandes  bezeichnet.
Ein Jahr nach seinem 75. Priesterjubiläum starb er am 12. Dezember 2015 101-jährig.

## Auszeichnungen

### Kirchliche Auszeichnungen
- Bischöflicher Geistlicher Rat (1955)
- Päpstlicher Ehrenkaplan (1970)
- Päpstlicher Ehrenprälat (1978)
- Apostolischer Protonotar

### Weltliche Auszeichnungen
- Ehrenring von Neusiedl am See[2]
- Verdienstkreuz in Gold der Stadt Eisenstadt
- Joseph Haydn-Gedenkmedaille der Stadt Eisenstadt
- Kulturpreis des Landes Burgenland

## Werke
- Neusiedl am See. Ein Beitrag zur Orts- u. Kirchengeschichte des Burgenlandes, 1950.
- Kirche im Grenzraum. Ein Beitrag zur Kirchengeschichte der Diözese Eisenstadt, 1968.
- Die Klosterratsakten über das Burgenland. Burgenländische Forschungen 30, Eisenstadt 1955.
- Anfänge burgenländischer Pfarren. Eisenstadt 1996.